# História da Líbia

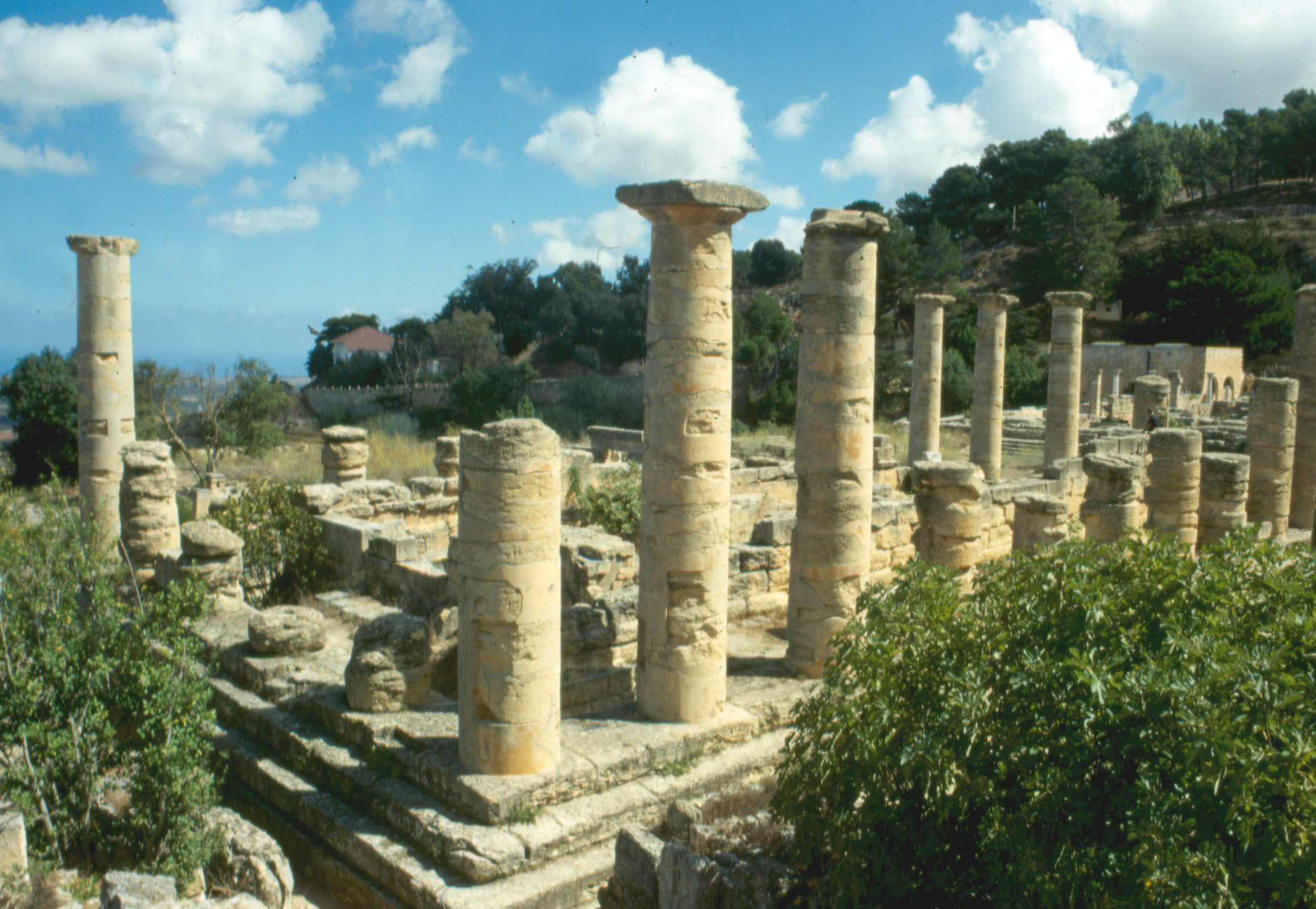
Templo de Apolo em Cirene. No século I a.C., os romanos ocuparam parte do território que depois pertenceria à Líbia

O território que hoje corresponde à Líbia já foi dominado por diversos povos, tais como fenícios, gregos, romanos, egípcios, vândalos, bizantinos, berberes até a invasão árabe de 643 que trouxe o islamismo e a língua árabe ao país . O nome Líbia foi dado pelos colonos gregos, no século II a.C..
No século XIII a.C., os habitantes da região, denominados "líbios" pelos gregos, participaram das invasões dos povos do mar no Egito. Fenícios e gregos chegaram ao país no século VII a.C. e estabeleceram colônias e cidades. Os fenícios fixaram-se na Tripolitânia e os gregos, na Cirenaica, onde fundaram as cinco colônias da Pentápole. No século V a.C., os cartagineses, herdeiros das colônias fenícias, fundaram na Tripolitânia uma província. No século I a.C. (119-106 a.C.), toda a região foi conquistada e dominada pelo Império Romano, que deixou monumentos admiráveis (Léptis Magna).
A Líbia permaneceu como província romana até ser conquistada pelos vândalos em 455 Após ser reconquistada pelo Império Bizantino, continuador do romano, a região passou a ser dominada pelos árabes em 643. Os árabes estenderam a área cultivada em direção ao interior do deserto. Durante pouco mais de três séculos, o Califado Almóada manteve o domínio sobre a região tripolitana, enquanto a Cirenaica esteve sob o controle egípcio.

Regiões da Líbia

Em 1517, os otomanos conquistaram a Cirenaica. Em 1551, Solimão I, o Magnífico, incorporou a região da Tripolitânia ao Império Otomano, estabelecendo o poder central em Trípoli. A autoridade do regime turco da Porta Sublime, entretanto, mal passava da região para além da costa.
Dois séculos mais tarde, o reinado da dinastia Karamanli, que dominou Trípoli durante 120 anos, contribuiu para assentar mais solidamente as regiões de Fezã (ou Fazânia), Cirenaica e Tripolitânia, e conquistou maior autonomia, sendo apenas nominalmente pertencia ao Império Otomano, a região servia de base para corsários, o que motivou inclusive uma intervenção norte-americana, a primeira Guerra Berbere ocorreu entre 1801 e 1805.
Em 1835, o Império Otomano restabeleceu o controle sobre a Líbia, embora a confraria muçulmana dos Senussi tenha conseguido, em meados do século, dominar os territórios da Cirenaica e de Fezã (interior do país).

## Era Senussi

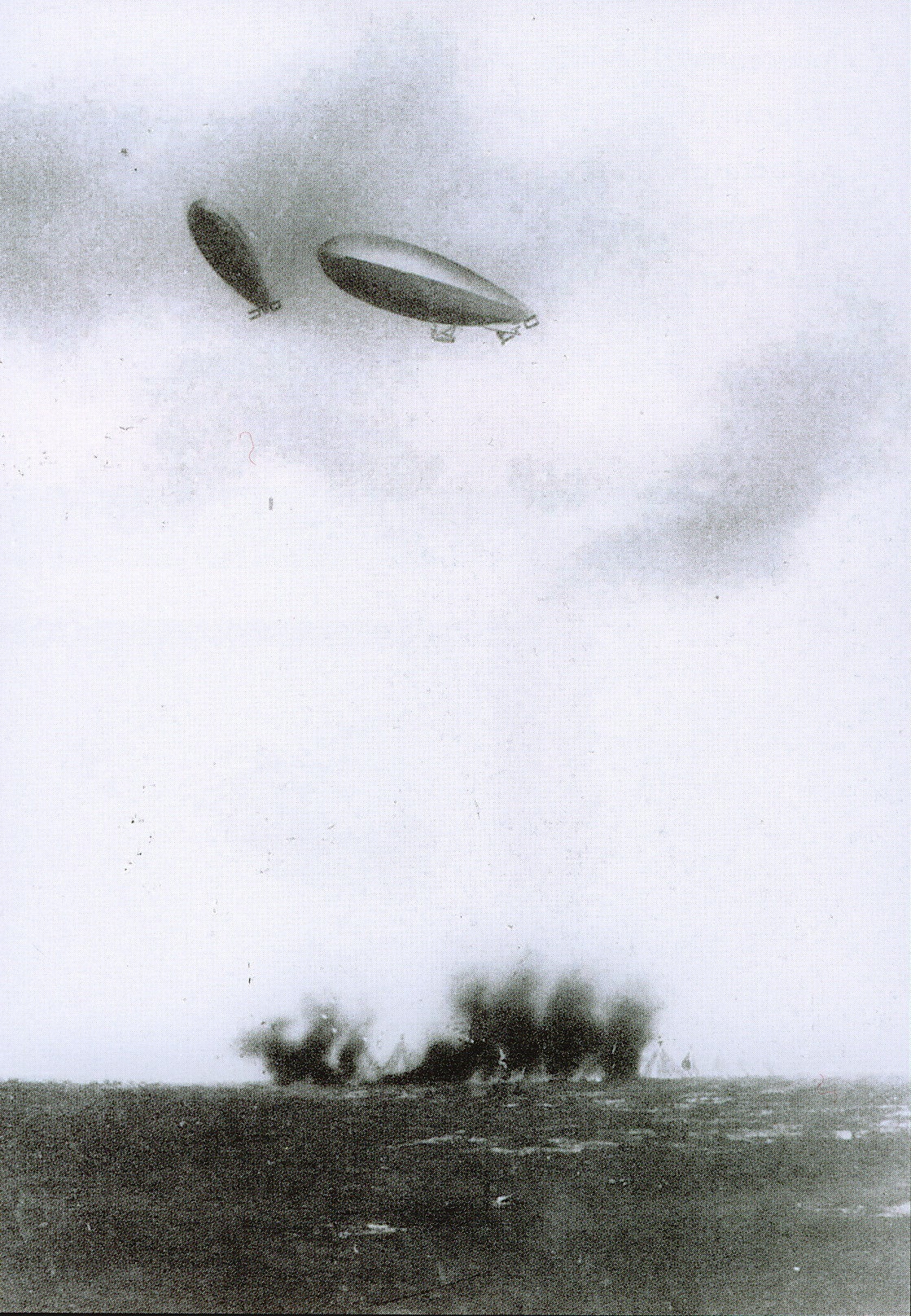
zepelins italianos bombardeando posições turcas em território líbio durante a Guerra ítalo-turca

Em 1843, Maomé ibne Ali Senussi fundou a Ordem Senussi, que era um movimento que pregava o renascimento islâmico, defendendo uma visão austera, uma ordem sufista tradicional que se opunha as inovações de algumas outras ordens sufistas que incrementaram práticas que não são aprovadas no Islão, assim se tornaram bastante influentes na região, os puritanos da Ordem Senussi, que também atuavam no Egito, primeiramente ganharam adeptos entre as tribos do interior e logo controlaram a maior parte da Líbia. Tal organização, que também dava assistência educacional e material.
Em 1911, com o declínio do Império Otomano, a Itália invadiu a Líbia sob o pretexto de defender seus colonos estabelecidos no Vilaiete de Tripolitânia, desencadeando a Guerra ítalo-turca (1911–1912), na qual a Ordem aliou-se aos turcos. A Itália venceu o conflito e passou a dominar o litoral do país, que era a última possessão otomana no Norte de África. Os otomanos renunciaram a seus direitos sobre a Líbia em favor da Itália por meio do Tratado de Lausana ou de Ouchy (1912).
Com a eclosão da Primeira Guerra Mundial, os italianos ocuparam os portos de Trípoli e de Homs, no entanto, como os turcos antes deles, nunca conseguiram afirmar sua autoridade plena sobre as tribos do interior do desértico, que durante a Primeira Guerra Mundial se aliaram e foram apoiadas pelas Potências Centrais contra a Tríplice Entente que tinha um acordo com a Itália.
Em 1917, Amade Xarife Senussi fugiu para a Turquia, após perder uma batalha contra as forças italianas e britânicas e Idris Senussi assumiu o comando da ordem que assinou uma trégua com o com o Império Britânico.
Em 1920, a Itália reconheceu Idris como Emir do Interior da Líbia, mas a ordem continuou a apoiar um movimento armado na Cirenaica contra os colonizadores, que foi derrotado em 1931, quando Sidi Omar al-Mukhtar, seu principal comandante, foi enforcado pelos italianos .
Esta situação alterou-se com a tomada do Poder na Itália por parte dos fascistas, que nomearam de imediato um governador capaz de impor a vontade italiana no território. Tal foi conseguido com algum sucesso, embora a região de Cirenaica, no Nordeste da Líbia, de forte implantação Senussi, constituísse um autêntico enclave que os italianos nunca conseguiram verdadeiramente dominar. A colonização italiana, que foi reforçada em 1935 por uma colonização demográfica, como a denominou Benito Mussolini, contribuiu para um rápido desenvolvimento a todos os níveis, sendo a Líbia incorporada ao Reino da Itália (1939), situação que durou até à Segunda Guerra Mundial, quando as campanhas no Norte de África destruíram quase por completo a estrutura econômica do país. A colonização não alterou a estrutura econômica do país, mas contribuiu para melhorar a infraestrutura, como a rede de estradas e o fornecimento de água às cidades.

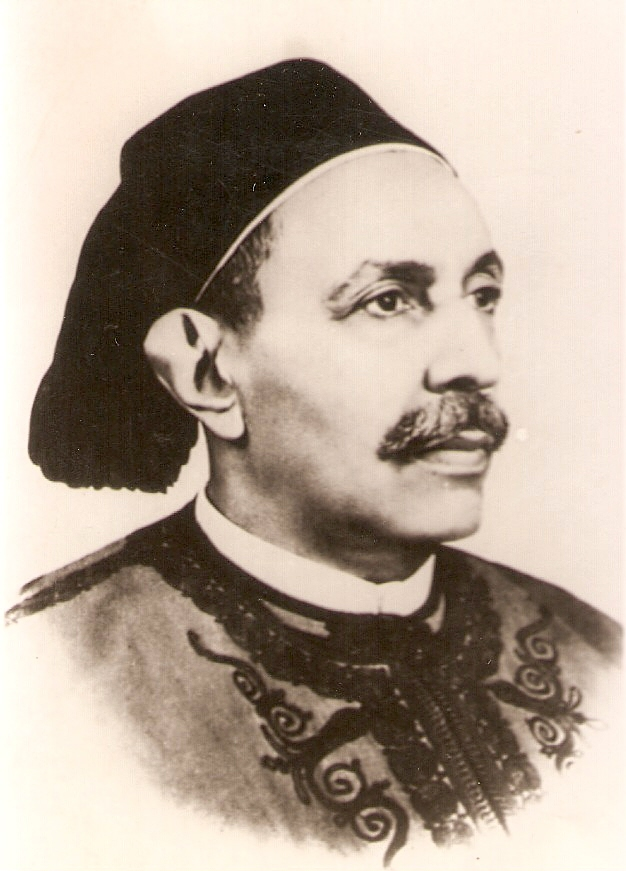
Emir Idris, coroado como r.

Durante a Segunda Guerra Mundial, o território líbio foi cenário de combates decisivos. Entre 1940 e 1943, houve a campanha da Líbia entre o Afrikakorps do general alemão Rommel e as tropas inglesas. No meio deste descalabro, graças ao voluntarismo de forças senússitas, que lutaram ao lado dos Aliados, nomeadamente ao lado dos Ingleses, a Líbia encontrou apoio suficiente para contrariar a pretensão da Itália de permanecer no país. Findas as hostilidades, com o encerramento da Campanha da Líbia, o Reino Unido encarregou-se do governo da Cirenaica e da Tripolitânia, e a França passou a administrar Fezã (veja Ocupação Aliada da Líbia). Essa nações mantiveram a Líbia sobre forte governo militar até que a Assembleia Geral das Nações Unidas votou uma resolução onde se podia ler que a Líbia deveria tornar-se um reino independente até 1 de janeiro de 1952. Assim, em 1950, o líder religioso dos senússitas, o pró-britânico Emir Idris, foi escolhido como rei por uma assembleia nacional, sendo coroado com o nome de Idris (r. 1951–1969). O rei Idris declarou a independência do país em 24 de dezembro de 1951, reunindo os territórios num único Estado federal, com o nome de Reino Unido da Líbia, ao mesmo tempo que proibia a existência de partidos políticos, orientando o seu poder por linhas fundamentalistas.
A constituição 1951 estabeleceu uma monarquia constitucional com características federalistas, que tinha instituições como um Primeiro-Ministro, que presidia o Conselho de Ministros, e um Poder Legistativo bicameral, com uma Câmara de Deputados com todos os integrantes eleitos e um Senado que tinha metade de seus integrantes nomeados pelo monarca. A primeira eleição foi realizada em fevereiro de 1952.
Idris baseou o seu poder sobre na autoridade religiosa e teve apoio das famílias líbio-turcas residentes nos Estados Unidos e na Grã-Bretanha. Depois de sua admissão na Liga Árabe, em 1953, a Líbia firmou acordos para a implantação de bases estrangeiras em seu território. Em 1954, houve a concessão da Base Aérea de Wheelus, perto de Trípoli aos norte-americanos, enquanto os britânicos obtiveram concessão semelhante perto de Tobruque. A influência econômica dos Estados Unidos e do Reino Unido, autorizados a manter tropas no país, tornou-se cada vez mais poderosa.
Apesar do apoio ocidental à monarquia líbia, este país nunca conseguiu deixar a situação econômica e socialmente precária herdada da Segunda Guerra Mundial, quadro que só foi alterado quando foram descobertas, em 1957, as primeiras de muitas jazidas de petróleo., cuja exploração começou em 1961 A descoberta do petróleo, do qual a Líbia detém a nona maior reserva mundial, constituiu o fator decisivo para que o governo líbio exigisse a retirada das forças estrangeiras, o que provocou graves conflitos políticos com aquelas duas potências e com o Egito. Em 1963, o sistema federalista de governo foi substituído por uma monarquia unitária, que deu mais poder ao monarca. Os três estados do sistema federal (Fazânia, Tripolitânia, Cirenaica) foram substituídos por 10 províncias com menor autonomia.

## Era Gadafi

### Política Interna

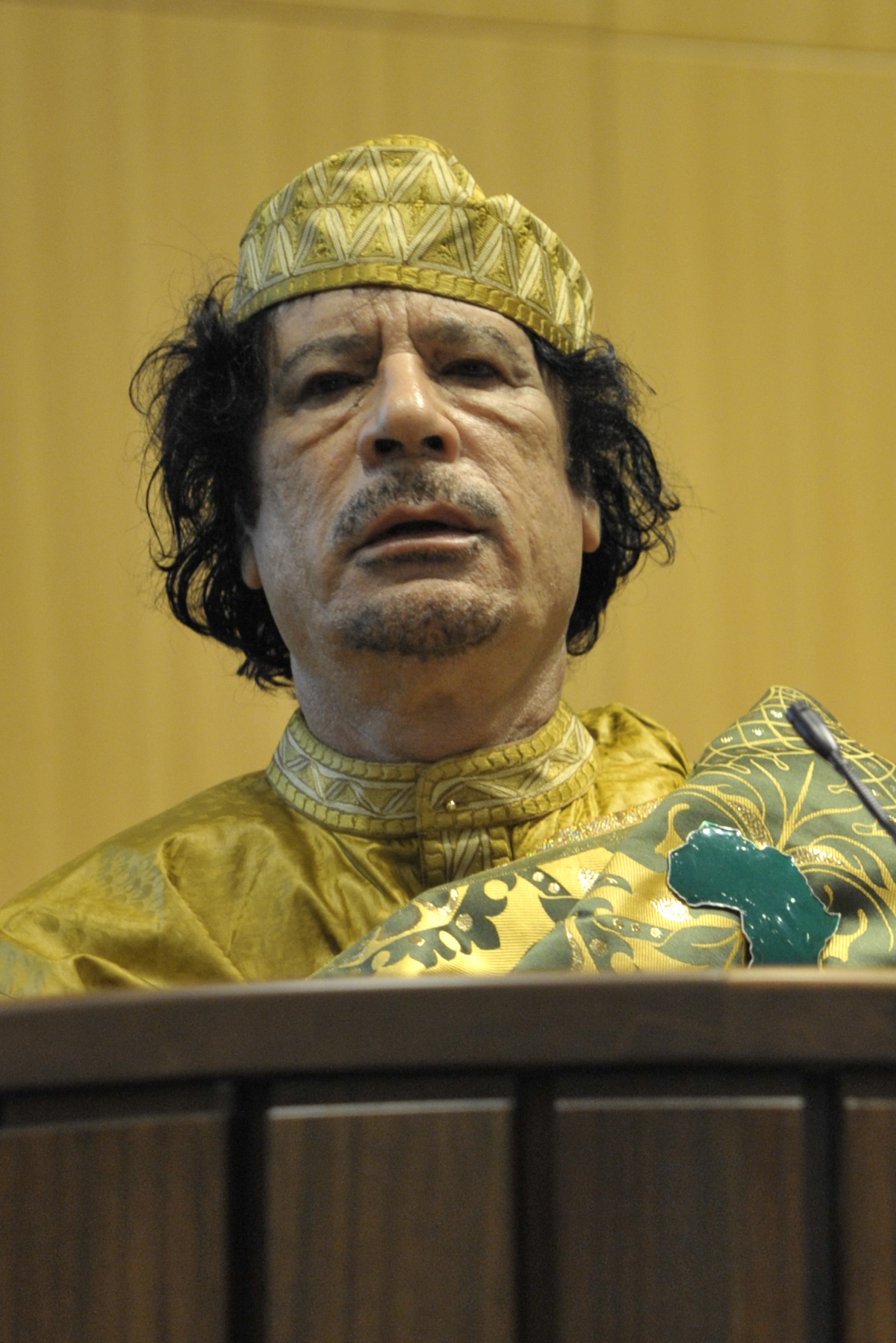
Coronel Muamar Gadafi participou ativamente das questões de interesse árabe

Em 1966, Muamar Gadafi, filho de beduínos nômades, que havia se incorporado ao exército, enquanto estudava em Londres, fundou a União dos Oficiais Livres, e, após o retorno à sua terra natal, continuou o trabalho de conspiração política dentro do exército, e, em 01 de setembro de 1969, teve início em Saba uma insurreição, liderado por um grupo de cerca de 70 oficiais do exército líbio, que derrubou a monarquia rapidamente sem derramamento de sangue.
Os "oficiais livres" eram um grupo de oficiais radicais islâmicos, que após a tomada do poder em um golpe de Estado, criaram um governo militarizado exercido por meio do Conselho do Comando Revolucionário, com 13 integrantes, liderado pelo coronel Muamar Gadafi, então com 27 anos de idade, proclamou-se islâmico, nasserista e socialista, encerrou as bases militares norte-americanas e britânicas, e impôs severos controles sobre a atividade de empresas transnacionais petrolíferas instaladas na década de 60.
O regime de Muamar Gadafi, chefe de Estado a partir de 1970, decretou a nacionalização das empresas, dos bancos e dos recursos petrolíferos do país. A exploração das riquezas do petróleo deu meios ao governo líbio para melhorar as condições de vida da população do país, ainda que a custo de alianças empresariais sombrias e de privilégios para a família do líder nacional.
Gadafi lançou um projeto ambicioso de desenvolvimento, com ênfase na agricultura. Cada família rural recebeu aproximadamente dez hectares de terra, um trator, habitação, ferramentas e irrigação. Foram perfurados mais de 1 500 poços artesianos e 2 milhões de hectares do deserto começaram a receber irrigação artificial.
Devido ao rápido crescimento, a Líbia recebeu imigrantes de outros países árabes e trabalhadores qualificados de todo o mundo. 
Nas cidades, Gadafi criou um sistema de previdência social, assistência médica gratuita e incentivos às famílias numerosas. Os trabalhadores da indústria tiveram direito à participação de 25% nos lucros das empresas. A Líbia, em cinco anos, deixou de ser o país mais pobre do norte da África e passou a ter a maior renda per capita do continente: US$ 4 000 por ano.
Em 1973, Gadafi lançou a revolução cultural islâmica, uma "revolução popular" que se destinava a envolver as pessoas no governo através de "Comitês Populares" para assumir as agências governamentais e dirigir o país. Cada Comitê abrangia uma área como um bairro ou uma vila rural, ou uma instituição, como um hospital, uma empresa, uma escola ou uma universidade, que elegia tais Comitês. Por sua vez, os integrantes dos Comitês de base, elegiam os Comitês Municipais e Regionais. Em meados de 1973, havia 2 000 Comitês Populares registrados na Líbia.
Em 1975, houve uma tentativa de Golpe de Estado liderado por Umar Muhayshi, Omar Hariri, Munim Abd al Huni e outros oficiais que haviam apoiado Khathaffi em 1969.
Em 1976, Gadafi publicou o primeiro volume do Livro Verde no qual expunha ideias éticas e políticas, que rejeitavam o capitalismo e o marxismo e defendia uma peculiar estrutura de participação popular na política por meio de Comitês Populares e do Congresso Geral do Povo. Em 02 de março de 1977, a Líbia passou a se chamar Jamahiriya Árabe Popular e Socialista ("Jamahiriya" é um neologismo que significa Estado das Massas).
Em 1981, foi fundada a Frente Nacional para a Salvação da Líbia, um grupo de oposição liderado por Muhammad Yusuf al-Magariaf, ex-embaixador da Líbia para a Índia, que em 08 de maio de 1984 promoveria um ataque armado ao Palácio Presidencial em Trípoli (Bab Al Azizya), que teria resultado em 80 mortes entre os oficialistas.
Em 1987, foram executado seis militantes radicais uaabitas (incluindo três oficiais do exército), que seriam financiados pela Arábia Saudita e teriam assassinado um oficial de alta patente, tal execução teve grande repercussão pois ocorreu em um estádio desportivo em Bengazi e foi transmitida pela televisão.
Em 1989 teve início uma liberalização econômica.
Em 1990, foi fundado o Grupo de Combate Islâmico Líbio (GCIL) por líbios que lutaram contra as forças soviéticas no Afeganistão, e que, em sua maior parte, estavam no Sudão, tal grupo tinha como objetivo estabelecer um Estado Islâmico na Líbia e via o Regime de Gadafi como opressivo e anti-muçulmano, sua campanha contra o Regime Líbia atingiria seu apogeu em 1996 (para maiores detalhes ver Grupo de Combate Islâmico Líbio).
Em outubro de 1993 militares dos uarfalas tentaram derrubar o Regime Líbio, a rebelião que resultou em dezenas de mortes foi derrotada.
Em 18 de fevereiro de 1994, Gadafi anunciou que a xaria seria aplicada na Líbia.
Em 1996 foi inaugurada uma etapa de um grande rede de aquedutos projetada para fornecer água para populações isoladas no deserto. No mesmo ano ocorre o Massacre da Prisão de Abu Salim, evento repudiado pelas organizações defensoras de direitos humanos como a Anistia Internacional e a Human Rights Watch. Em 2000, foi decretada uma radicalização da política de descentralização do Estado, posta em prática no início da década de 1990.
Em janeiro de 2005, após quatro décadas, ocorreu o primeiro leilão de licenças de exploração de gás e petróleo, as maiores beneficiárias foram as empresas americanas, que retornaram ao país após mais de 20 anos, em outubro do mesmo ano, ocorreu um novo leilão, no qual as maiores arrematantes foram empresas asiáticas e europeias. Em fevereiro de 2006, as manifestações contra as caricaturas que satirizavam o profeta Maomé publicadas em um jornal dinamarquês resultaram em atos de violência que foram objeto de severa repressão policial, com um saldo de pelo menos 10 mortos.
Em 2007, o governo anunciou que em poucos anos, dispensaria mais de 400 000 funcionários públicos e do exército, mas, em contrapartida, se comprometeu a pagar três anos de salários como forma de compensação. Na época a Líbia tinha mais de um milhão de funcionários públicos, o que exigia mais de 3,5 bilhões de dólares por ano em salários. O objetivo da medida era aliviar o fardo sobre o estado e incentivar o investimento do setor privado..
Entre março de 2010 e 16 de fevereiro de 2011, foram libertados da Prisão de Abu Salim mais de 800 fundamentalistas islâmicos, dentre os quais muitos ex-integrantes do (GCIL) em um processo liderado por Ceife Islam
 .

### Política Externa
Os resultados amplamente positivos no campo interno, não ocorrem na política externa, fracassaram tentativas de integração com o Egito, com a Tunísia, com o Sudão, com a Argélia, com o Chade, com Malta, com o Marrocos, com a Síria e com outros Estados.
No final de 1969, três meses após a tomada do poder em 1º de setembro daquele ano, Muamar Gadafi propôs uma fusão da Líbia com o Egito e o Sudão, mas tarde a Síria seria acrescida na proposta, em setembro de 1971 foi aprovada a constituição da Federação das Repúblicas Árabes, da qual não participava o Sudão.
Em 1970, Muamar Gadafi propôs uma fusão da Líbia com a Tunísia, que foi inicialmente rejeitada por Habib Bourguiba, mas negociações posteriores levaram a um anúncio de fusão em 1974, que dependeria de um plebiscito que nunca se realizou. Em julho de 1971, o Marrocos rompeu relações diplomáticas com a Líbia, depois que o Rei Hassan suspeitou do apoio do Regime Líbio a uma tentativa de golpe contra o trono. Situação semelhante ocorreu com o Sudão, pois Gaafar Nimeiry, suspeitava do apoio do Regime Líbio]] a uma tentativa de golpe em 19 de julho de 1971.
Em dezembro de 1971, a foram nacionalizadas as operações da British Petroleum em território líbio, a medida foi anunciada como uma retaliação a um suposto apoio do Reino Unido a tomada das Ilhas Tunbs pelo Irã, quando tais ilhas também eram reivindicadas pelos Emirados Árabes Unidos.
Em 1972, a Líbia e o Egito uniram-se numa Confederação de Repúblicas Árabes, que se dissolveu em 1979. Em 1973, Gadafi deu início à "Revolução Cultural Islâmica", que foi uma tentativa de desencadear uma revolução cultural, social e econômica, no mundo árabe-islâmico, que provocaria graves tensões políticas com os Estados Unidos, com Reino Unido e com os países árabes moderados, como o Egito e o Sudão.
Também em 1973, o Regime Líbio ocupou a Faixa de Aouzou, uma estreita faixa no norte do Chade que teria jazidas de urânio e outros minerais, a Líbia entendia que teria direito àquele território em decorrência de um tratado que teria sido ratificado no período colonial;
Gadafi se opôs à política de reconciliação entre o Egito e Israel, o teve atritos com as monarquias da Arábia Saudita, dos Emirados Árabes Unidos e do Marrocos.
Apoiado pelo partido único, a União Socialista Árabe, aproveitou-se da riqueza gerada pela exploração das grandes reservas de petróleo do país para construir seu poderio militar e interferir nos assuntos dos países vizinhos, como o Sudão e o Chade, este último invadido pela Líbia em 1980.
A partir de 1980, a diplomacia líbia voltou-se para a África e para América Latina:
1. apoiou, em aliança com a Argélia, a Frente Polisário que lutava pela independência do Saara Ocidental em relação ao Marrocos, o que resultou na ruptura de relações diplomáticas com aquele país em abril de 1980[1];
2. participou diretamente na Guerra Civil no Chade, em defesa do Governo Transitório de União Nacional (GUNT), dirigido por Goukouni Oueddei (ver Guerra Civil Chadiana)[2][3];
3. apoiou diversos grupos insurgentes pelo mundo como: guerrilheiros muçulmanos nas Filipinas, o M-19 na Colômbia, o Exército Republicano Irlandês (IRA), e o grupo de militantes palestinos liderado por Abu Nidal, tendo se envolvido também na política interna do Zaire (atual República Democrática do Congo), na Guerra Civil de Uganda, apoiando Idi Amin, na Guerra Civil Libanesa e apoiou o Irã na Guerra Irã-Iraque.

Em 1980, as relações com a Tunísia se deterioraram em meio a acusações do apoio do Regime Líbio a uma rebelião em Gafsa, tais relações voltaram a melhorar em 1982, quando foi assinado em tratado de cooperação.
Em 1983, a Líbia iniciou um processo de reaproximação com o Marrocos, que culminou com a assinatura de um tratado em 1984, que previa uma até mesmo união formal, mas essa união começou desmoronar, quando a Líbia assinou uma aliança com o Irã em 1985, e o tratado foi revogado em agosto de 1986, quando Gadafi criticou o rei Haçane II por ter se encontrado com o Primeiro-Ministro de Israel Shimon Peres.
Em 1984:
1. Gadafi acusou a Tunísia, o Sudão e o Reino Unido de apoiar um ataque rebelde contra o seu o Palácio Presidencial;
2. foi assinado um acordo de cooperação econômica com a Ilha de Malta.

Em 17 de abril de 1984, foram disparados tiros de dentro da Embaixada da Líbia em Londres, que mataram uma policial britânica e feriram outras 11 pessoas, que se manifestavam favoravelmente a uma operação policial contra a Embaixada que abrigaria agentes líbios que tinham tentado matar dissidentes líbios em solo britânico, em 27 de abril a Embaixada foi fechada e todos os seus ocupantes expulsos do território britânico.
Em 1985:
1. o Tribunal Internacional de Justiça tomou uma decisão favorável à Líbia em uma disputa de águas territoriais com a Ilha de Malta.
2. a derrubada de Gaafar Nimeiry, permitiu uma reaproximação do Regime Líbio com o no Sudão, o que permitiu o trânsito de tropas líbias que apoiavam uma das facções na Guerra Civil Chadiana, e chegou-se a negociar uma proposta de fusão em 1990. Em agosto de 1985, a Tunísia rompeu relações diplomáticas e expulsou 280 líbios acusados de espionagem, por sua vez a Líbia retaliou, expulsando cerca de 30 000 trabalhadores tunisianos da Líbia, a restauração de relações diplomáticas somente ocorreria em dezembro de 1987[1].

Em junho de 1986 e em junho de 1987 apresentou propostas de fusão com a Argélia, que resultaram numa série de acordos de desenvolvimento industrial a partir de março de 1988. No final da década de 1980 o chefe líbio dispôs-se a melhorar o relacionamento com as nações vizinhas. Em 1987, a Líbia sofreu derrotas militares no Chade. Em 1988, restabeleceu relações diplomáticas com o país. Em junho de 1988, participou de uma reunião com representantes do Marrocos, da Tunísia, da Argélia e da Mauritânia para fundar a União do Magrebe Árabe, em fevereiro de 1989, que era um acordo comercial dos países do Magrebe (norte da África). Em 1989, um acordo de paz com o Chade foi mediado pela Argélia e foram restabelecidas relações diplomáticas com o Egito, o que permitiu a reabertura das fronteiras terrestres entre os dois países.
Em 1992, diante da recusa do governo líbio em colaborar com as investigações sobre atentados terroristas, o Conselho de Segurança da ONU optou por um embargo aéreo e militar (reforçado em 1993). Em 1993 a Líbia rompeu relações com o Irã, reagindo contra o crescimento do fundamentalismo islâmico. Em 1994, os líbios retiram-se da Faixa de Aozu (Chade), que ocupavam desde 1973, em cumprimento de uma decisão da Corte Internacional de Justiça em Haia, apesar do descontentamento da população na região meridional da Fazânia.
As relações de Gadafi com os palestinos se deterioraram, à medida que estes se mostraram dispostos a negociar uma paz com Israel, e em setembro de 1995, o dirigente líbio anunciou a expulsão de 30 mil palestinos que trabalhavam na Líbia. A medida foi suspensa depois da deportação de 1 500 pessoas, e, em outubro de 1996, Gadafi anunciou que os deportados seriam indenizados.
Em setembro de 1999, mais de 20 líderes de países árabes e africanos. entre eles os presidentes da África do Sul, Palestina, Argélia e Zâmbia, compareceram à Trípoli para o trigésimo aniversário da revolução.
Em dezembro de 1999, o Reino Unido enviou um novo embaixador à Trípoli, após 15 anos de ruptura diplomática.
A Líbia aproveitou a virada para lançar uma ofensiva diplomática na região, oferecendo-se como mediador no conflito no Sudão e retomar o diálogo com o Chade.
Em março de 2000, os Estados Unidos enviaram uma delegação para estudar o levantamento as restrições a investimentos e a viagens para a Líbia, que existiam desde desde 1981.
Em abril de 2002, seis enfermeiras búlgaras e um palestino foram acusados de terem infectado deliberadamente 400 crianças com AIDS em 1999 como parte de uma conspiração da CIA contra a Líbia, os acusados relataram que haviam confessado sob tortura. Em dezembro de 2005, a Suprema Corte líbia cancelou a pena de morte decretada contra aqueles acusados, levando a realização de um novo julgamento.
Em março de 2004, o primeiro-ministro britânico, Tony Blair, chegou ao país, na primeira visita deste tipo desde 1943.
Em maio de 2006, o ministro das Relações Exteriores da Líbia, Abdel Rahman Shalgham, declarou que a normalização das relações com os Estados Unidos serviria os interesses bilaterais e também para a estabilidade política internacional..

Mapa da Líbia.

### Conflito com o Ocidente
Em 1973:
1. depois da Guerra do Yom Kippur, a Líbia participou de um movimento em conjunto com outros países árabes para não exportar petróleo para os Estados que apoiaram Israel;
2. os EUA retiraram seu embaixador para protestar contra o apoio da Líbia para grupos revolucionário terroristas, e teve início uma escalada de mais de 20 sanções (principalmente econômicas) dos EUA contra a Líbia;
3. o Regime Líbio declarou que o Golfo de Sidra era parte das águas territoriais da Líbia [1];

Em 1978, se opôs à iniciativa do presidente egípcio Anwar al-Sadat, de restabelecer a paz com Israel, e, a partir de então integrou ativamente, junto com a Síria, a chamada "frente de resistência". Seu apoio à Organização para a Libertação da Palestina (OLP) se intensificou, e a cooperação com os palestinos se estendeu a outros grupos revolucionários de países não árabes, que receberam ajuda econômica líbia.
Em 2 de dezembro de 1979, a Embaixada dos EUA em Trípoli foi atacada e incendiada, por uma multidão aparentemente inspirada pela Tomada da Embaixada Norte-americana em Teerã no mês anterior, nenhum cidadão dos EUA foi morto, ferido ou tomado como refém no incidente.
A rejeição a Israel, as manifestações antiamericanas e a aproximação com a União Soviética, por parte da Líbia, geraram sérios conflitos na década de 1980. Em maio de 1980, a embaixada norte-americana foi fechada definitivamente, após uma série de assassinatos de dissidentes líbios na Europa. Em 16 de setembro de 1980, um avião de caça líbio disparou contra um avião de reconhecimento (CE-135) dos EUA sobre o Mediterrâneo, mas não atingiu o alvo. Em 6 de maio de 1981, os EUA fecharam a missão diplomática líbia em Washington .
Por meio de uma ampla campanha publicitária internacional, Ronald Reagan, então Presidente dos Estados Unidos, vinculou Gadafi ao terrorismo internacional, e, em 19 de agosto de 1981, a Sexta Frota dos Estados Unidos abateu dois aviões líbios SU-22 no Golfo de Sidra. Gadafi evitou uma resposta violenta e recebeu o apoio político dos regimes árabes conservadores, antes hostis à Trípoli.
As relações da Líbia com os EUA continuaram a se deteriorar, e, em 1982, os Estados Unidos impuseram um embargo às importações de petróleo líbio. Em janeiro de 1986, os EUA, alegando envolvimento líbio em vários atentados contra soldados americanos na Europa acusando o governo líbio de patrocinar ou estimular o terrorismo internacional, impuseram um bloqueio econômico total àquele país. Em 24 de março de 1986, os EUA destruíram instalações de mísseis anti-aéreos SA-5 em território líbio que haviam efutuado disparos contra aviões norte-americanos e afundaram ou danificaram quatro pequenas embarcações militares líbias que se aproximaram de navios de guerra norte-americanos.
Em abril de 1986, em represália ao apoio dado às organizações terroristas, os EUA realizaram um bombardeio contra vários alvos militares em Trípoli e Bengazi, causando a morte de 130 pessoas. Gadafi, que, segundo alguns indícios, seria o principal alvo dos ataques, perdeu uma filha adotiva quando sua casa foi atingida, manteve-se como chefe político, mas sua imagem internacional deteriorou-se rapidamente.
Em 4 de janeiro de 1989, dois caças F-14 da Marinha dos Estados Unidos derrubaram dois MIG-23 líbios cerca de 70 quilômetros ao norte da costa da Líbia.
Em 1991, durante a Guerra do Golfo Pérsico, a Líbia adotou uma posição moderada, opondo-se tanto à invasão do Kuwait quanto ao posterior uso da força contra o Iraque. Apesar de sua neutralidade no conflito, a Líbia se manteve sob crescente isolamento internacional até meados da década.

### Questão Lockerbie
Em novembro de 1991, os tribunais norte-americanos e britânicos responsabilizaram a Líbia pelo (Atentado de Lockerbie), na Escócia, em 1988, que derrubou um avião da Pan American World Airways, resultando em 270 mortos, dos quais 189 eram norte-americanos, e também pelo atentado contra um avião da UTA, na Nigéria, que causou 170 vítimas. A Interpol emitiu uma ordem de captura internacional contra dois agentes líbios.
Em janeiro de 1992, a Líbia se declarou disposta a cooperar com a ONU para o esclarecimento dos dois atentados. Gadafi, no entanto, rejeitou aquele pedido de extradição, como foi exigido pela ONU, e sugeriu, sem sucesso, a realização do julgamento, em Trípoli.
Entre fevereiro e março de 1992, a ONU deu um ultimato, com o prazo de 15 de abril de 1992, para a extradição como meio de afirmar uma renúncia explícita ao terrorismo. Após esse prazo, a Comunidade Econômica Europeia e os sete países mais industrializados aprovaram sanções econômicas, contra as quais Gadafi recorreu, sem sucesso, ao Tribunal Internacional de Justiça em Haia.
Gadafi abria brechas no bloqueio aéreo militar viajando para a Nigéria e para o Níger, bem como enviando peregrinos à Meca em aviões de bandeira líbia.
Em agosto de 1992, Gadafi nomeou um chanceler moderado para tentar encontrar uma solução para a crise. Em 1994, as Nações Unidas intensificaram o embargo, sem afetar muito a popularidade de Gadafi que responsabilizava os Estados Unidos pelas dificuldades. Em 1997, três representantes africanos no Conselho de Segurança das Nações Unidas (Egito, Guiné-Bissau e Quênia), pediram o envio de uma missão à Trípoli. Em outubro de 1997, a África do Sul, após uma visita do presidente Nelson Mandela, pediu o fim do embargo à ONU. Em março de 1998, a Corte Internacional de Justiça se declarou competente para analisar o recurso de revogação do embargo econômico apresentado por Trípoli, decisão que abriu uma crise daquele Tribunal com o Conselho de Segurança das Nações Unidas.
Em 1998, o Movimento dos Países Não-Alinhados e a Organização da Unidade Africana, apoiaram uma moção para que os suspeitos fossem julgados em um país neutro, por sua vez, o Reino Unido e os Estados Unidos propuseram que eles fossem julgados em Haia de acordo com a lei escocesa e por juízes escoceses, proposta que foi aceita em março de 1999, o que permitiu a suspensão das sanções em abril daquele ano.
Em fevereiro de 2001, depois de nove meses de julgamento, um dos agentes secretos líbios foi condenado à prisão perpétua. Em agosto de 2002, o governo líbio concordou em pagar uma indenização de 2,7 bilhões de dólares para distribuir entre as famílias das vítimas. Em 2003, o Conselho de Segurança da ONU retirou o embargo internacional, suspenso desde 1999. Em dezembro de 2003, Gadafi comprometeu-se a desmantelar as armas de destruição em massa e a permitir a supervisão de suas instalações nucleares. A partir de então, aumentaram suas vendas internacionais de petróleo, particularmente para a Europa. Em janeiro de 2004, a Líbia concordou em indenizar as vítimas de um avião francês que fora abatido sobre o deserto em 1989. Em agosto, a Líbia concordou em pagar, 35 milhões de dólares como compensação às vítimas de um ataque a bomba em uma discoteca que ocorrera em Berlim, em 1986.

### Guerra Civil
Em fevereiro de 2011, após a Tunísia e o Egito, a Líbia é atingida por manifestações em Trípoli e Bengazi, que pedem a saída de Gadafi e seus filhos. Em 17 de março de 2011 foi aprovada a Resolução 1973 do Conselho de Segurança da ONU que autoriza o uso da força na Líbia com base no Capítulo VII da Carta da ONU. A Resolução foi aprovada por 10 votos a favor, nenhum contra e 5 abstenções - da Alemanha, Brasil, República Popular da China, Índia e Rússia. Esta Resolução tem cinco itens: proteção aos civis; uma zona aérea de exclusão; reforço no embargo de armas; proibição de voos; e congelamento de bens. No dia 19 de março um avião de combate francês efetuou o primeiro disparo na Líbia às 16h45 GMT (13h45 de Brasília) contra um "veículo militar indeterminado", dando início às determinações da Resolução 1973.

## Era pós-Gadafi e Governo de Transição

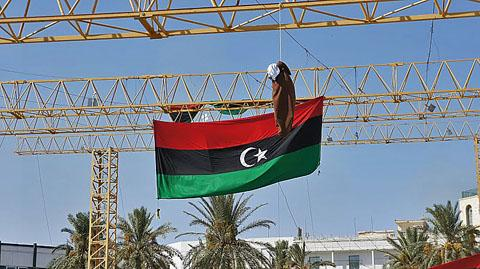
A nova bandeira da Líbia asteada por simpatizantes do novo governo em Trípoli

Após o encerramento da Guerra Civil Líbia, o Conselho Nacional de Transição passou a ser responsável por fazer as novas politicas do governo e viabilizar a transição do país para uma democracia. O CNT declarou a "libertação" da Líbia, como foi chamado, em 23 de outubro de 2011. O primeiro ministro interino, Mahmoud Jibril, anunciou então eleições livres para formar uma nova assembleia nacional dentro de oito meses e então eleições para Presidente num prazo de um ano depois disso. Ele então renunciou ao cargo, como prometido, e foi sucedido por Ali Tarhouni. Em 24 de outubro, Tarhouni foi substituido por Abdurrahim El-Keib. El-Keib formou então um novo gabinete de governo em 4 de dezembro de 2011, formado por políticos indepedentes (sem partido), que incluiam mulheres em posições ministeriais. Em 2012 a irmandade islâmica tendo muitos apoiadores retornado ao país após a guerra civíl, funda o partido oficial da Líbia que na época de Gaddhafi, seguiu na clandestinidade, o chamado Partido da Justiça e Desenvolvimento. Enquanto que acordos já assinados para o domínio da extração do petróleo corria risco segundo a pesquisa da Exclusive Analysis (EA), empresa que monitora regiões em crise e orienta as grandes empresas em Londres.
Mesmo após a queda de Gaddhafi, a Líbia ainda enfrentava problemas com lutas e disputas internas. Combates entre tropas do CNT e forças do velho regime continuam a se desenrolar em certas partes do país como imagens de tortura contra os apoiadores do antigo líder.

## Ligações Externas
Libya The Struggle for Survival, em inglês, acessado em 02 de junho de 2011.